# Agente Smith
O Agente Smith, também conhecido como Smith, é um personagem de ficção e vilão da franquia Matrix, interpretado pelo ator Hugo Weaving.
Em 2008, o Agente Smith foi selecionado pela Empire Magazine como o 69º maior personagem de filme de todos os tempos. Em 2013, Weaving reprisou o papel de um anúncio da General Electric.

## Características
De acordo com Morpheus, tutor do protagonista Neo, Smith é uma manifestação da inteligência artificial no mundo da Matrix, com poderes extraordinários para manipular o seu ambiente (como força sobre-humana, imunidade, poder de desafiar a gravidade e rapidez para se desviar de balas). Entretanto, os agentes possuem limitação, pois seus comportamentos são "baseados em regras do mundo em que vivem". Por exemplo, eles não podem voar, andar nas paredes ou executar ações além das suas funções programadas. Como todos os outros agentes, ele foi originalmente programado para manter ordem dentro do sistema, exterminando programas e humanos que apresentam instabilidade na realidade simulada. Como parte dos poderes para cumprir a tarefa, ele e outros agentes podem  tomar o corpo de qualquer humano que seja parte da Matrix, transformando-o em uma cópia de si mesmo. agentes também podem comunicar-se com os outros agentes instantaneamente, através dos fones de ouvido (quando o Agente Smith remove o seu plug do ouvido, ele perde seu link com os outros agentes).

### Aparência
O visual e forma de Smith e os demais agentes são baseados em uma paranoia da cultura americana, desenvolvida principalmente na década de 1960, quando todos os agentes federais vestiam as mesmas roupas. Os agentes se vestem de ternos esverdeados, com o forro amarelo, e usam óculos preto, normalmente de armação quadrada. Quando Smith aparece em Matrix Reloaded e Matrix Revolutions, nota-se que a armação dos olhos torna-se mais arredondada. Isto deve à mistura do código dele com o do personagem Neo, pois Neo e os avatares humanos usam óculos de armação mais redonda. A ideia por trás deste detalhe é que a máquina procura formas mais certas e angulares para desenhar os seus avatares, enquanto por contraste os seres-humanos procuram as com formas redondas, que se observam no desenho do homem vitruviano de Leonardo da Vinci. A base na natureza humana obedece à formas mais redondas e proporcionais.
Todos os agentes são homens, brancos, gerando contraste contra a população de Zion, constituída de diversas culturas. A ideia de mostrar os agentes como brancos/homens demonstra o conceito da Matrix de implantar nas pessoas preconceitos e referências para denotar medo e opressão. Pode-se ser observado que os dentes dos agentes são todos brancos e alinhados, trazendo a evidência de que quando foi construída a interface dos agentes, pensou-se em seres humanos com traços perfeitos. A voz dos agentes é pausada e modulada, como se houvesse um grande consumo de poder de processamento para gerar a fala, alinhado com entonação de pontos e frases. De acordo com o make up, o ator Hugo Weaving se inspirou em narrações das rádios americanas da década de 1950.

### Personalidade
O Agente Smith possui um caráter mais individualista ao contrário dos demais agentes. Embora os outros agentes raramente agem sem consultar uns aos outros através de seus fones de ouvido, o Agente Smith usa seu fone usando seu para reunir informações para seus próprios fins. Smith aparenta ser o líder dos outros agentes no primeiro filme, sendo capaz de lançar ataques de Sentinelas no mundo real. Assim como os outros agentes, Smith aborda os problemas através de um ponto de vista pragmático, mas se necessário, também age com a força bruta.
Os fones de ouvido também podem ser usados como um mecanismo de controle das máquinas, as Sentinelas. É notável que quando está interrogando Morpheus, ele envia os outros agentes para a outra sala e em seguida remove o fone de ouvido, libertando-se do link da Matrix e das máquinas antes de expressar sua opinião sobre a humanidade. Smith tem um ódio aberto dos seres humanos e de suas fraquezas da carne. Ele compara a humanidade como um vírus, um organismo de doença que se reproduz descontroladamente e, eventualmente, destrói seu meio ambiente. Ele diz que a inteligência das maquinas mantêm eles em xeque. Ironicamente, Smith torna-se eventualmente um vírus de computador, multiplicando-se até que ele tenha superado a Matrix inteira.
Ao mesmo tempo, Smith desenvolve uma animosidade para com a própria Matrix; sentindo que ele é muito mais que um prisioneiro, diferenciando-se dos humanos, ele é encarregado de controlar a Matrix. Mais tarde, ele desenvolve um desejo imenso e cada vez mais aberto para a destruição de ambos os homens e máquinas. As irmãs Wachowski têm comentado que a humanização gradual de Smith ao longo do filme Matrix é um processo que destina-se ao espelho e equilíbrio de poder próprio do Neo e a compreensão do Mundo das Máquinas.